# Беймер, Ричард
Джордж Ричард Беймер (англ. George Richard Beymer; род. 20 февраля 1938 года, Авока, Айова, США) — американский актёр. Широко известен как исполнитель роли Тони в киноверсии культового бродвейского мюзикла «Вестсайдская история» (1961), а также по роли Питера в фильме «Дневник Анны Франк» (1959), рядового 82-й воздушно-десантной дивизии в фильме «Самый длинный день» (1962), Бена Хорна в телесериале «Твин Пикс» (1990) и его продолжении.

## Карьера
Родился 20 февраля 1938 года в Авоке, штат Айова, США. В конце 40-х вместе с родителями переехал в Голливуд, Калифорния.
Полноценный дебют актёра состоялся в фильме «Вокзал Термини» (1953) режиссёра Витторио де Сики. В этом же году вышел фильм «Такой взрослый» (англ. So Big), в котором Ричард Беймер сыграл одну из ролей. В 1957 году сыграл в фильме «Джонни Тремейн» компании Walt Disney Pictures.
В последующие годы снимался в таких известных фильмах, как «Дневник Анны Франк» (1959), «Вестсайдская история» (1961), после которого номинировался на премию «Золотой глобус», «Самый длинный день» (1962), в котором Ричард Беймер сыграл заметную роль рядового, выигравшего перед высадкой в Нормандию несколько тысяч долларов.
С 1949 года стал сниматься на телевидении. Появлялся эпизодами в различных американских сериалах. В 80-е годы снимался в мыльной опере «Бумажные куклы». В 90-е сыграл одну из своих значительных ролей в телесериале «Твин Пикс».
В  сериале «Звёздный путь: Глубокий космос 9» сыграл роль лидера баджорского сопротивления Ли Наласа в эпизодах «Возвращение домой», «Круг» и «Блокада» (сезон 2, эпизоды 1-3).
По сведениям 2010 года проживает в Файрфилде, штат Айова.
В 2017 году вышел 3 сезон телесериала «Твин Пикс», в котором Ричард Беймер вернулся к роли Бенджамина Хорна.